# Kodowanie korekcyjne Reeda-Solomona

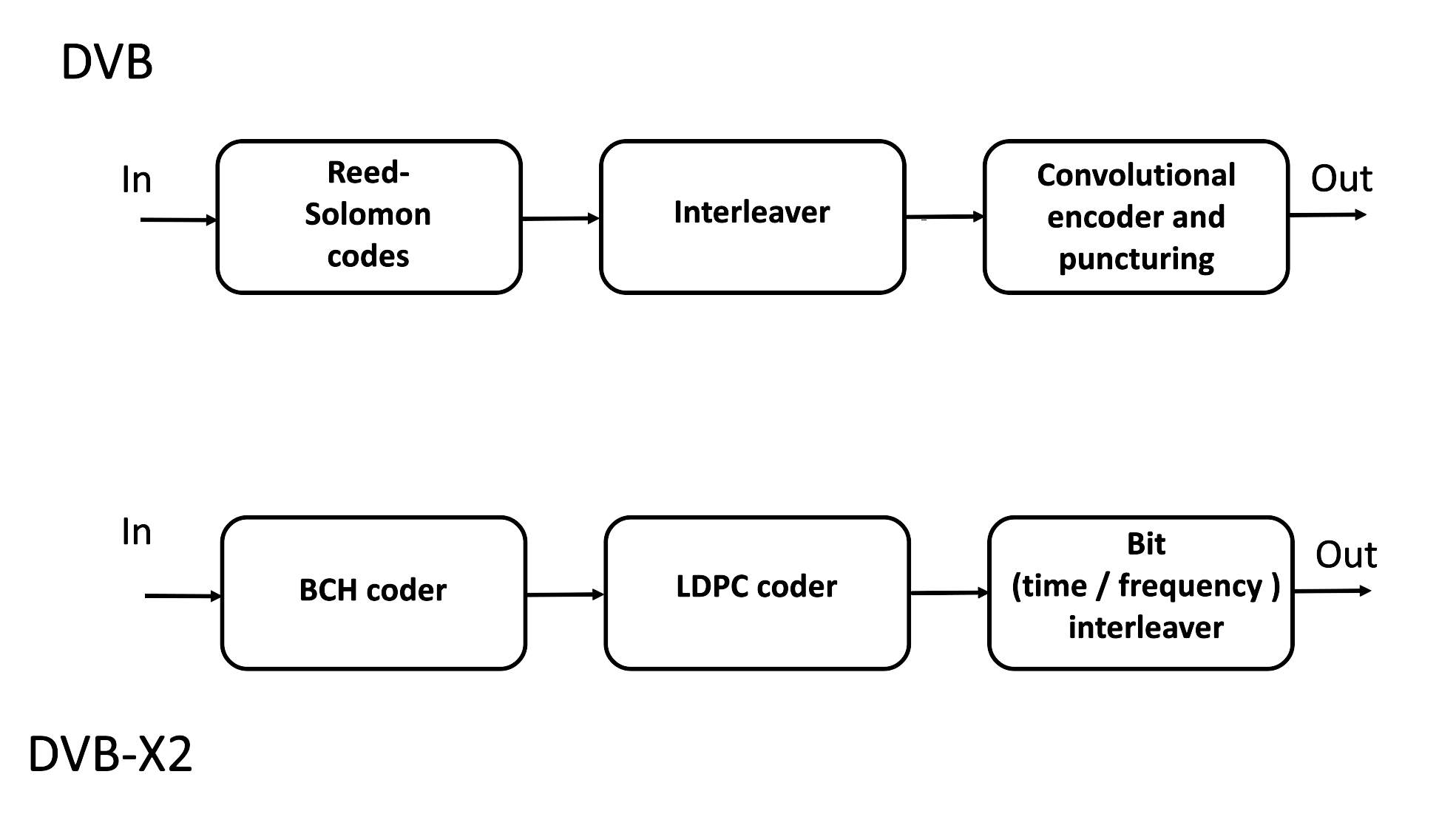
System korekcyjny Reeda-Solomona

Kodowanie korekcyjne Reeda-Solomona (ang. Reed–Solomon error correction) – rodzaj systemu korekcji błędów (ECC). W 1960 r. Irving S. Reed i Gustave Solomon opublikowali artykuł „Polynomial Codes over Certain Finite Fields” w Journal of the Society For Industrial and Applied Mathematic. W artykule tym opisali klasę kodów korekcyjnych, które obecnie nazywane są kodami Reeda-Solomona (ang. Reed–Solomon codes, R-S codes).
Kody Reeda-Solomona znalazły ważne zastosowania, od obszaru komunikacji w przestrzeni kosmicznej do elektroniki użytkowej (takiej jak płyty CD, DVD, Blu-ray), w technologii transmisji danych (DSL i WiMAX), w systemach transmisji (DVB i ATSC) oraz w zastosowaniach komputerowych, takich jak systemy RAID 6.